# Éditions Bompiani
Pour les articles homonymes, voir Bompiani.
Les éditions Bompiani ou Bompiani sont une maison d'édition italienne fondée par Valentino Bompiani en 1929 à Milan. Elle appartenait au groupe RCS MediaGroup, avant d'être reprise par Giunti Editore en 2016.

## Historique
En 1946 sort le Dizionario delle opere e dei personaggi di tutti i tempi e di tutte le letterature (« Dictionnaire universel des littératures et des personnages de fiction », qui fut traduit en français chez Bouquins-Robert Laffont) qui devient le premier grand succès de la maison, et qui sera réédité jusqu'en 2002.
Bompiani devient dans les années 1950 le premier éditeur d'Umberto Eco, qui y dirige plusieurs collections, Valentino Bompiani accueillant également les écrits d'Elio Vittorini, de Cesare Zavattini et d'Antonio Banfi.
Dans les années 1970, la maison s'entoure d'Antonio Porta, de Mario Andreose, d'Elisabetta Sgarbi et de Giovanni Reale. 
En 1972, le constructeur automobile italien FIAT achète cette maison, qui passe ensuite dans le groupe Rizzoli en 1990.
En octobre 2015, Arnoldo Mondadori Editore se porte acheteur de RCS Libri, la branche livres de RCS MediaGroup. La directrice éditorial de Bompiani, Elisabetta Sgarbi, décide alors de quitter la maison pour s'en aller fonder La nave di Teseo, avec un grand nombre d'auteurs du catalogue dont Umberto Eco.
En février 2016, la commission chargée de la concurrence en Italie impose à Mondadori de céder Bompiani au groupe éditorial Giunti.

## Principaux auteurs
- Umberto Eco
- Luigi Malerba (Prix Médicis étranger 1970 pour Le Saut de la mort)
- Andrea De Carlo
- Edoardo Nesi
- Sandro Veronesi qui l'a quittée en 2015 pour fonder La nave di Teseo